# Tillandsia lilacina
Espèce
Classification phylogénétique
Tillandsia lilacina Mez est une espèce de plantes à fleurs de la famille des Bromeliaceae trouvée au Nicaragua.
L'épithète lilacina signifie « de couleur lilas » et se rapporte à la couleur des bractées florales.

## Protologue et Type nomenclatural
Tillandsia lilacina Mez in C.DC., Monogr. Phan. 9: 806, n° 168 (1896)
Diagnose originale :
« statura parva ; foliis rosulatis, adultis utrinque glabris v. dorso minutissime perobscureque lepidoto-punctulatis ; inflorescentia bipinnatim panniculata[sic] ; spicis perangustis sublinearibus, 2-4-floris, subsessilibus, inferioribus mediisque quam bracteae primariae brevioribus ; bracteolis florigeris sepala superantibus ; floribus strictissime erectis ; sepalis antico libero, posticis binis ad 2 mm. connatis ; petalis (ex sicco rubris) stamina superantibus. »
Type : leg. Rothschuh, n° 112 ; « Nicaragua, dept. Matagalpa, prope Cañada Garcia » ; Holotypus B (Herb. Berol.) .

## Synonymie
(aucune)

## Écologie et habitat
- Biotype : plante herbacée en rosette acaule monocarpique vivace par ses rejets latéraux ; épiphyte[1].
- Habitat : ?
- Altitude : ?

## Distribution
- Amérique centrale :
  -  Nicaragua
    - Matagalpa[1]

## Comportement en culture
Tillandsia lilacina est une plante mal connue qui ne semble pas avoir été introduite en culture, tout du moins sous ce nom.